# بالاشهر (رودان)
بالاشهر، یکی از شهرهای بخش جغین شهرستان رودان در استان هرمزگان ایران است. این شهر، مرکز بخش جغین است.

## جمعیت
بر پایه سرشماری عمومی نفوس و مسکن در سال ۱۳۹۵، جمعیت شهر بالاشهر برابر با ۱٬۲۷۷ نفر (۳۳۶ خانوار) بوده‌است.